# Miejska Biblioteka Publiczna w Nowej Rudzie
Miejska Biblioteka Publiczna w Nowej Rudzie – biblioteka działająca od 1949 w Nowej Rudzie.

## Historia
Instytucja powstała 16 stycznia 1949 na polecenie Ministerstwa Oświaty, jako placówka gminna z siedzibą w Domu Ludowym w Woliborzu. Jej kierowniczką była Jadwiga Kopacz. W samym mieście istniały już biblioteki przy KWK „Nowa Ruda” oraz Komitecie Miejskim PZPR. W związku z powstaniem powiatu noworudzkiego 1 stycznia 1955 swą działalność rozpoczęła Powiatowa i Miejska Biblioteka Publiczna, której kierowniczką została Melania Bazała. Swą funkcję pełniła przez trzydzieści lat. Za jej kierownictwa powstały filie (biblioteki gromadzkie) w Jugowie, Słupcu, Świerkach i Wambierzycach. W kolejnych latach sieć placówek w powiecie noworudzkim się powiększa o filię w Radkowie, GBP w: Bożkowie, Jugowie, Ludwikowicach Kłodzkich, Ratnie Dolnym, Słupcu (Osiedlowa BP), Świerkach, Ścinawce Dolnej, Ścinawce Górnej, Ścinawce Średniej, Włodowicach Wojborzu, Woliborzu.
Od 1975, w związku z reformą administracyjną, instytucję przemianowano na Miejską Bibliotekę Publiczną w Nowej Rudzie – Oddział Wojewódzkiej Biblioteki Publicznej w Wałbrzychu. Placówka usamodzielniła się po trzech latach w 1978. Książnica posiadała wówczas sieć jednostek: wypożyczalnię dla dorosłych, czytelnię, oddział dla dzieci, filie w Drogosławiu i w Słupcu. W 1985 dyrektorem instytucji została Witolda Walosczyk.
W 1990 przy bibliotece powstał Noworudzki Klub Literacki Ogma a rok później zorganizowano pierwsze Noworudzkie Spotkania z Poezją, następnie Ogólnopolski Konkurs Poetycki o Laur Kosmicznego Koperka i Ogólnopolski Konkurs Poetycki imienia Zygmunta Krukowskiego.
W 1994 na potrzeby biblioteki oddano nową siedzibę w budynku browaru przy ul. Bohaterów Getta 10, którego remont rozpoczęto w 1988. Była to inicjatywa i zasługa Witoldy Walosczyk, którą wspierały władze miejskie i wojewódzkie. Od 2007 dyrektorem MBP jest Sławomir Drogoś.

## Dyrektorzy Biblioteki
| Dyrektorzy        | Lata      |
| ----------------- | --------- |
| Jadwiga Kopacz    | 1949–1955 |
| Melania Bazała    | 1955–1985 |
| Witolda Walosczyk | 1985–2007 |
| Sławomir Drogoś   | od 2007   |

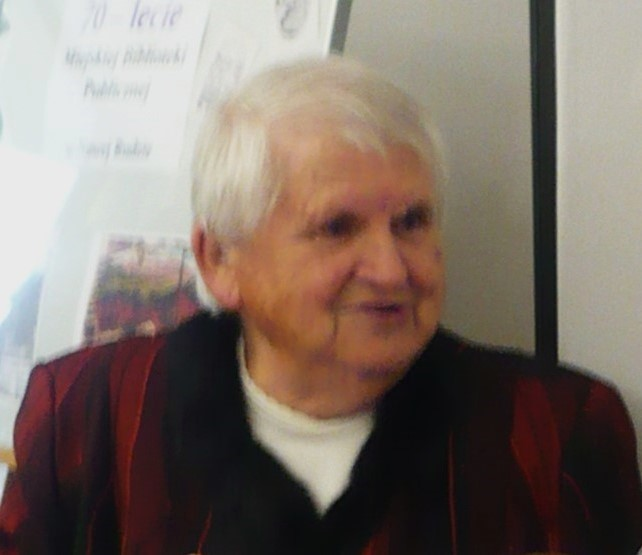
Melania Bazała dyrektor 1955–1985
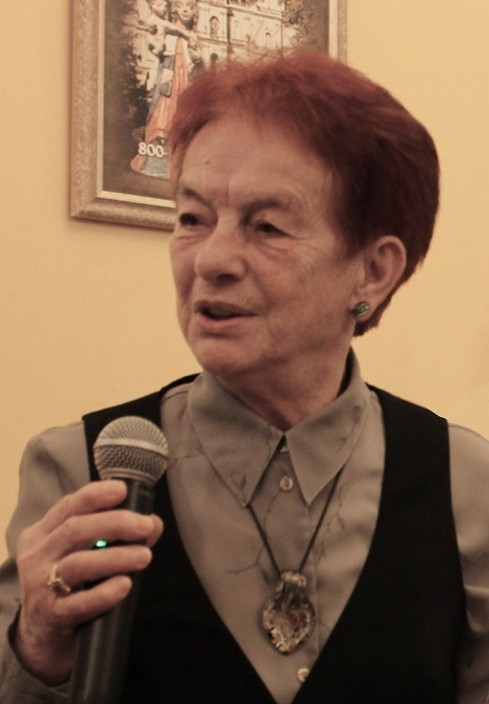
Witolda Walosczyk dyrektor 1985–2007
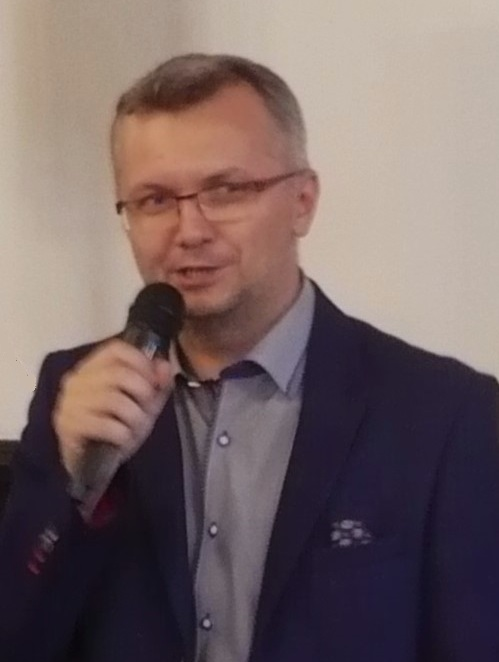
Sławomir Drogoś, dyrektor od 2007

## Galeria

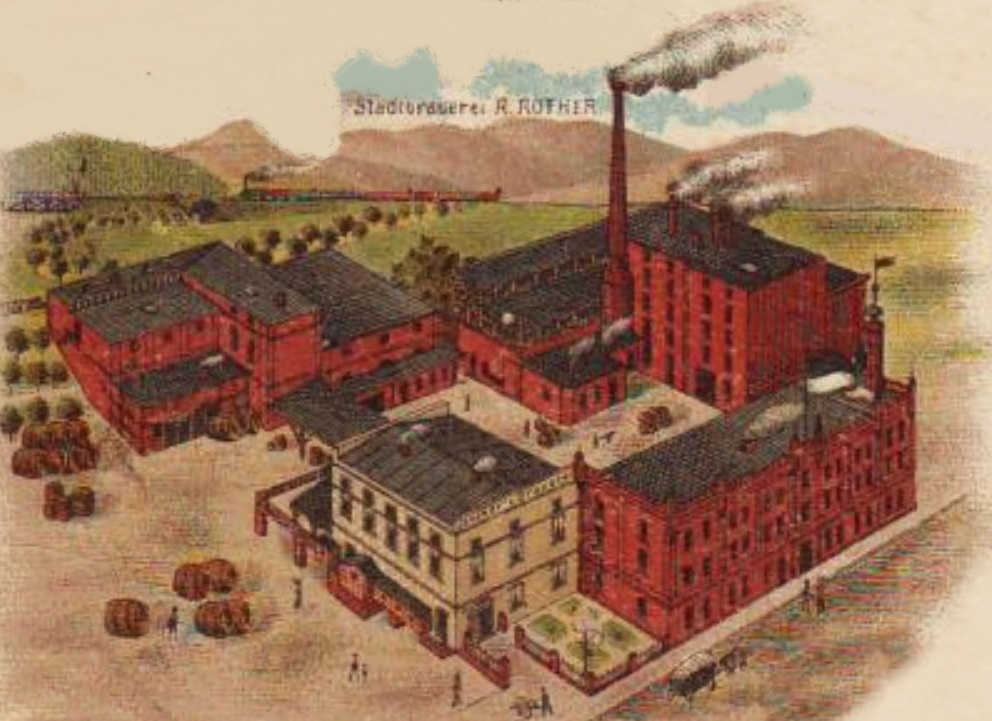
Browar R. Rothera w Nowej Rudzie
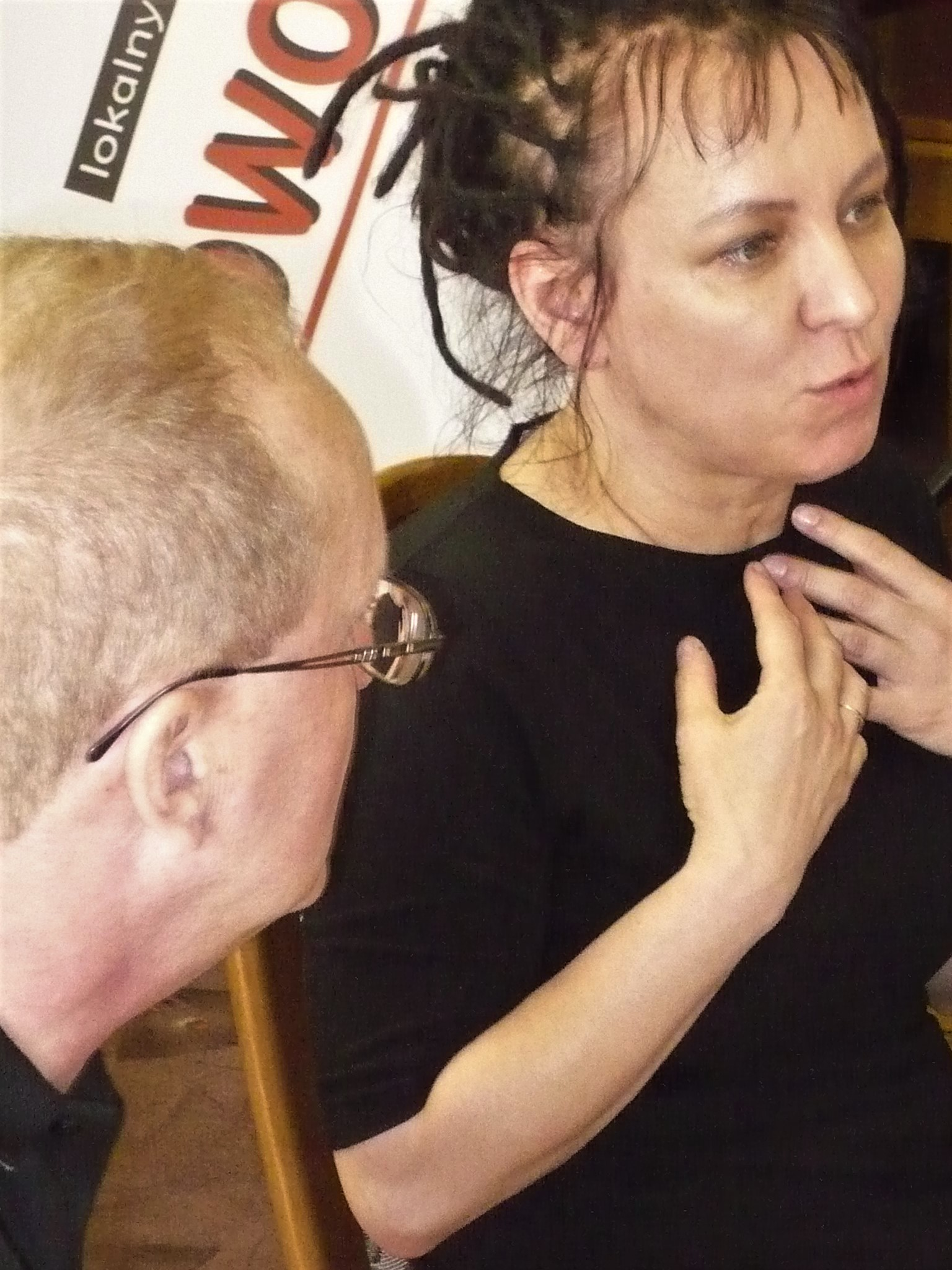
Olga Tokarczuk i Karol Maliszewski
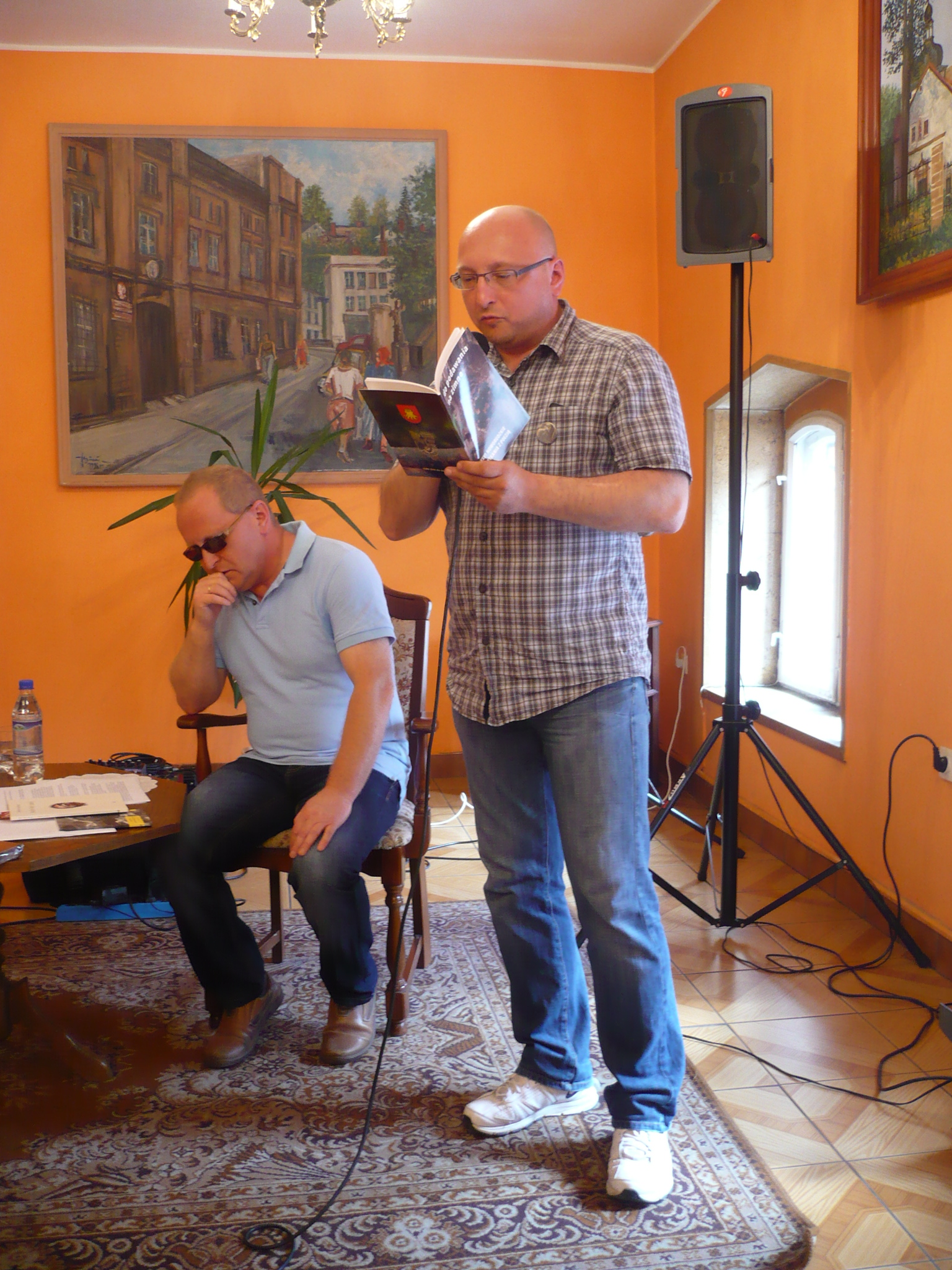
Karol Maliszewski i Marcin Królikowski
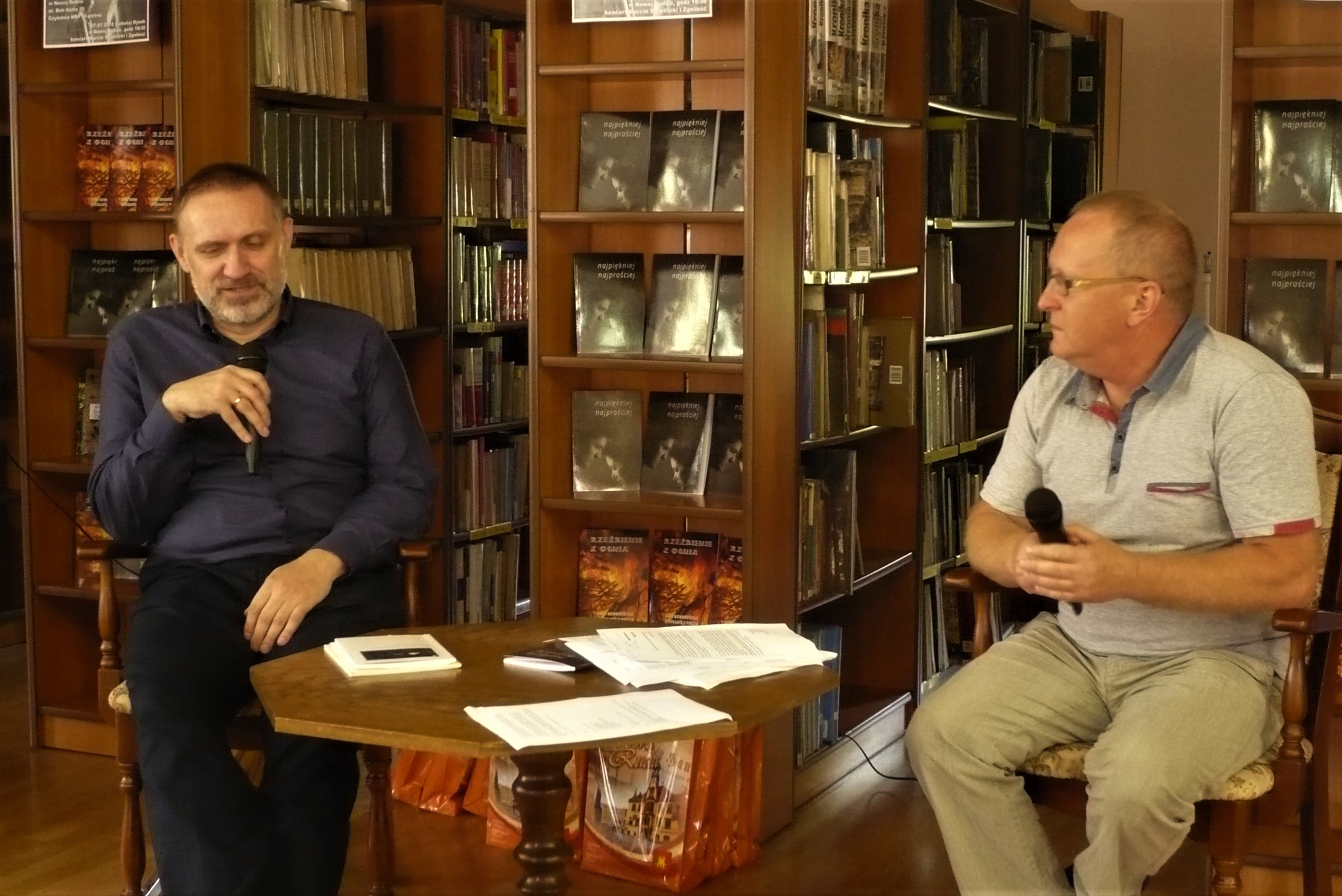
Wojciech Bonowicz i Karol Maliszewski
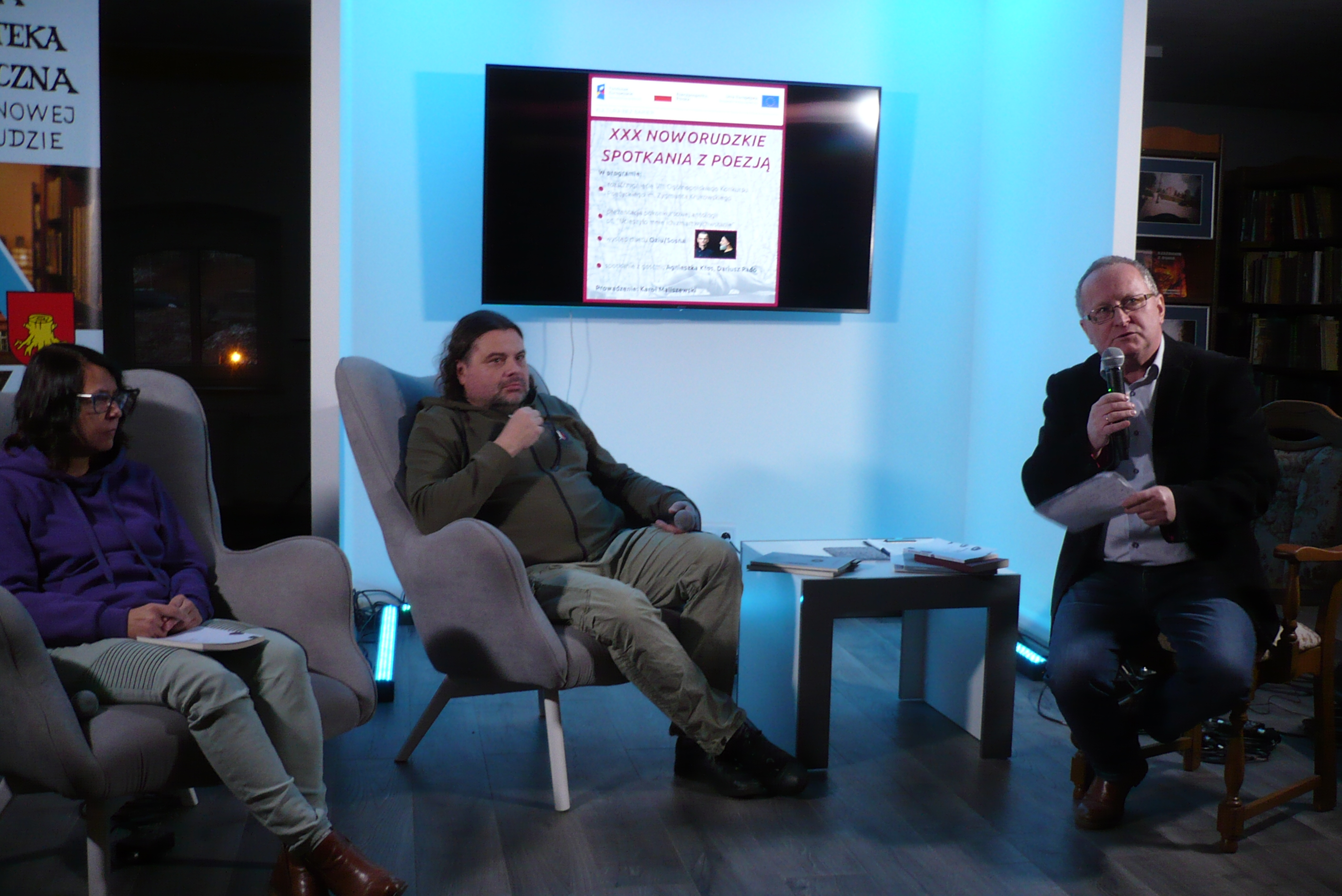
Agnieszka Kłos, Dariusz Pado
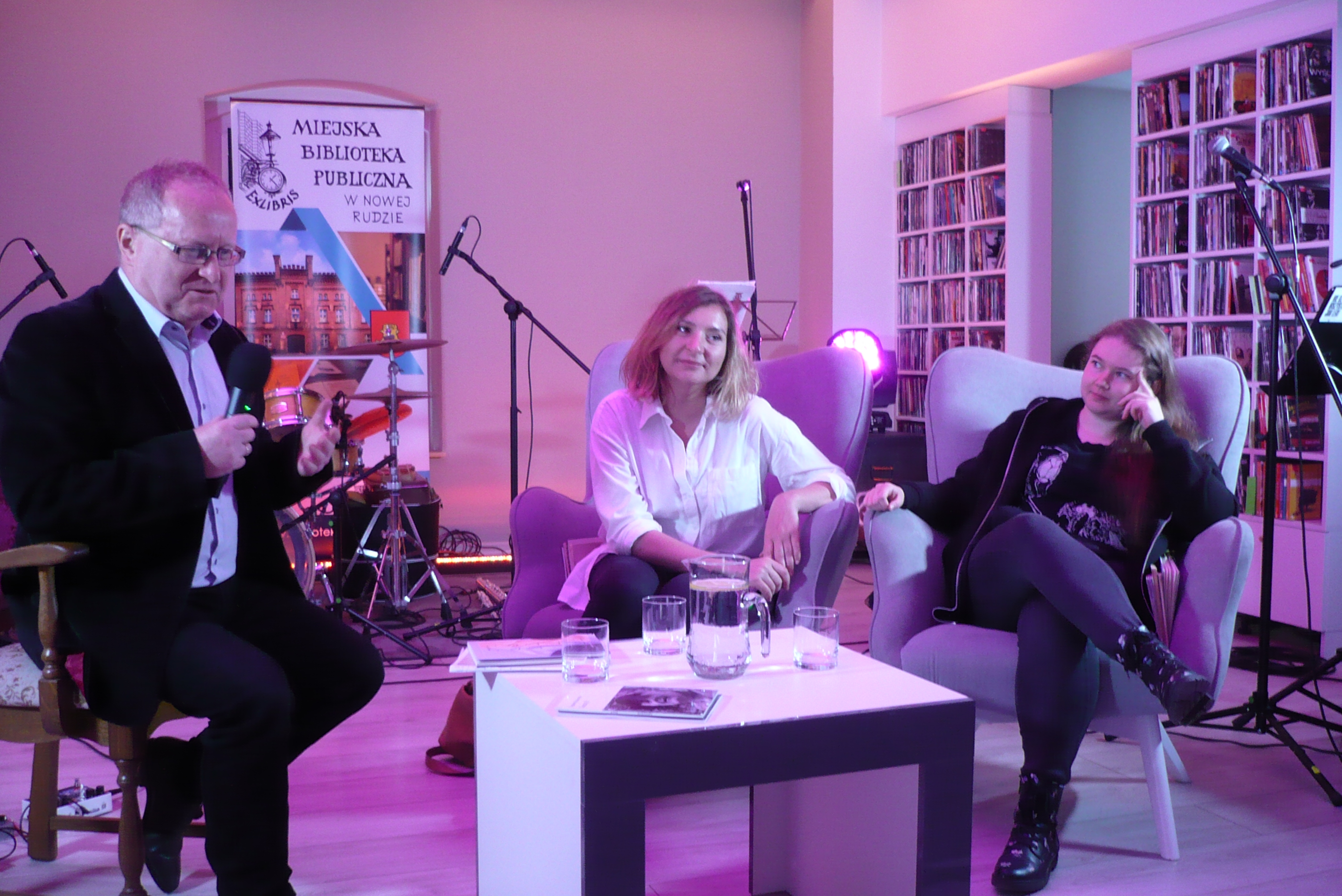
Barbara Klicka, Anna Adamowicz
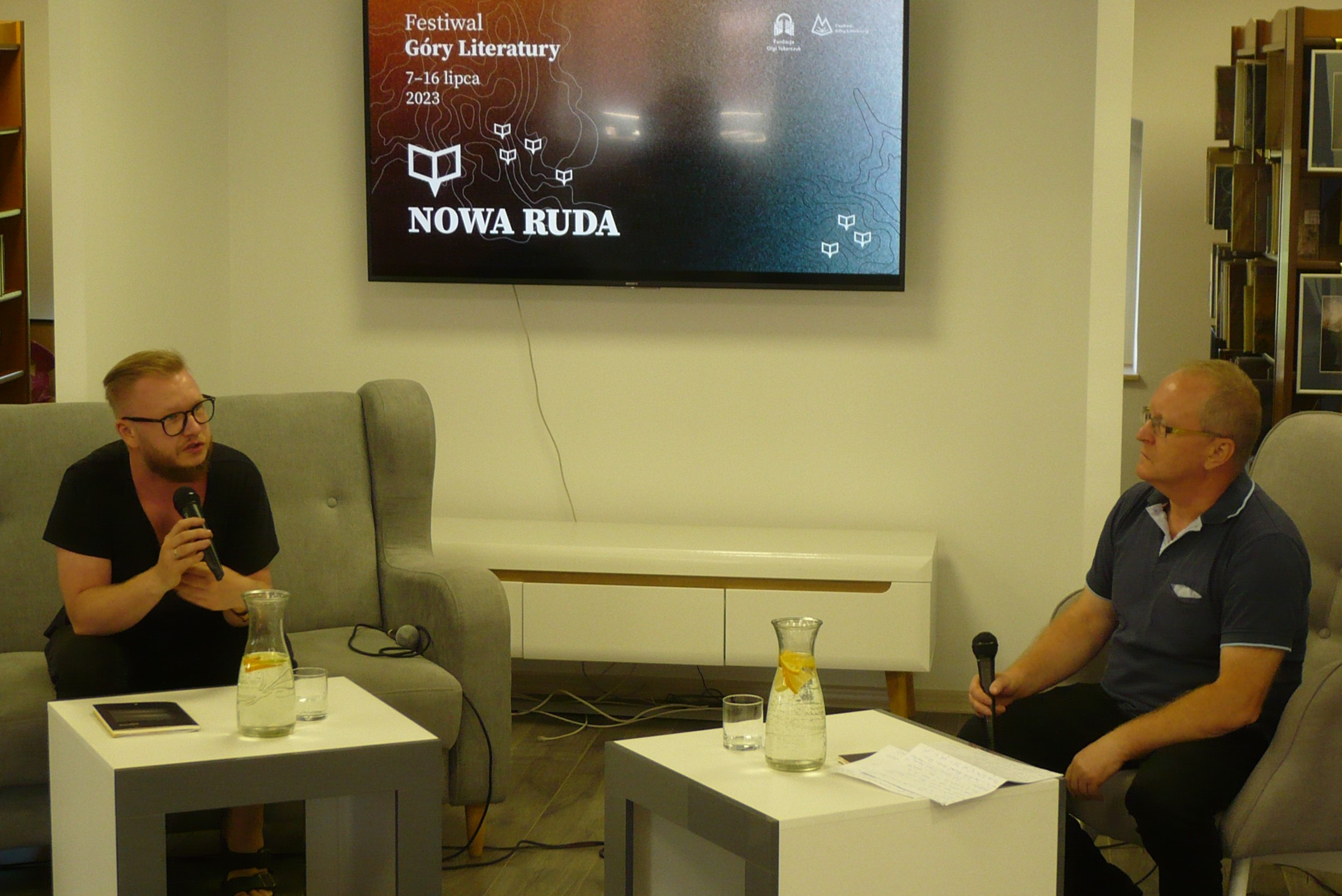
Jakub Pszoniak i Karol Maliszewski
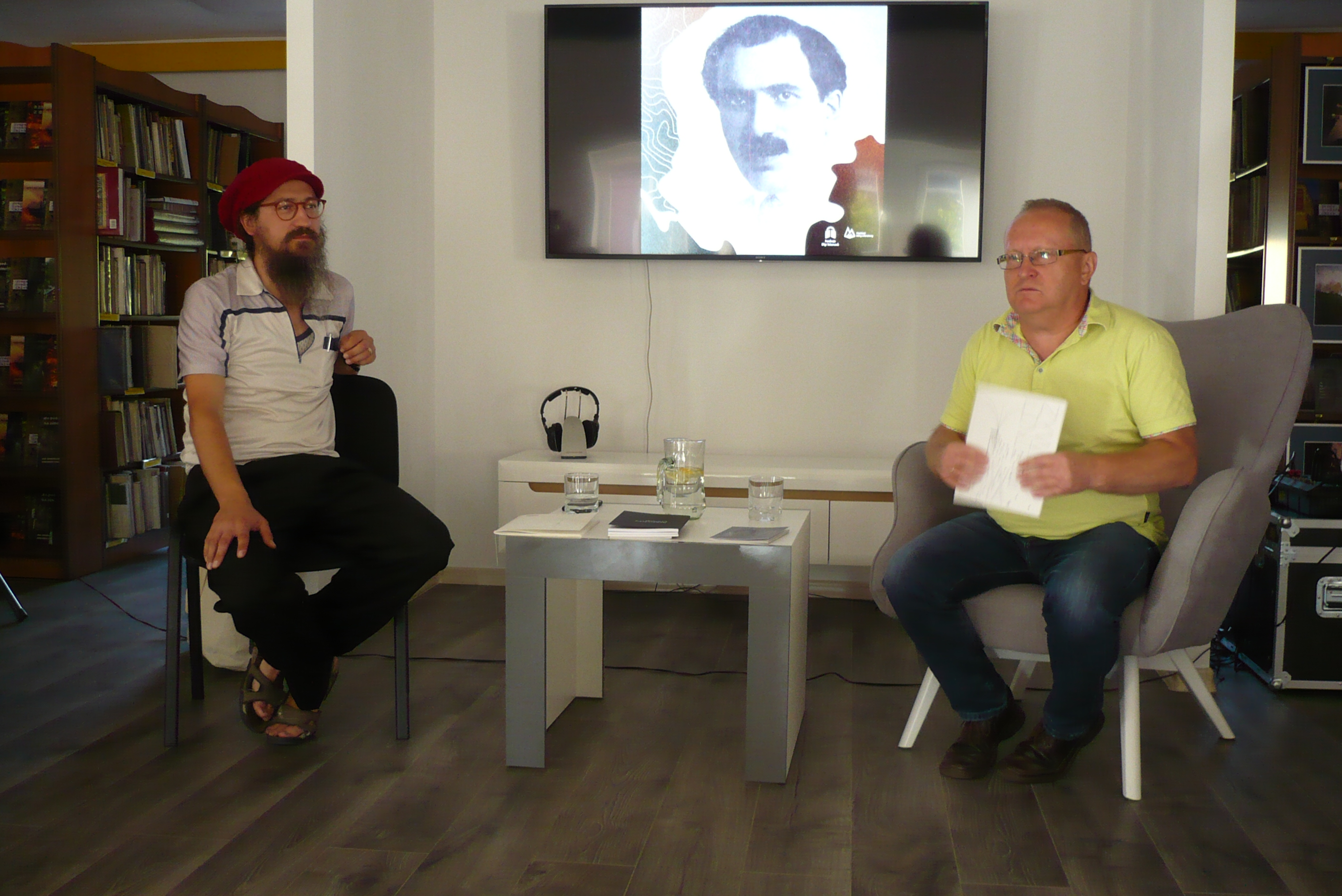
Marcin Mokry i Karol Maliszewski
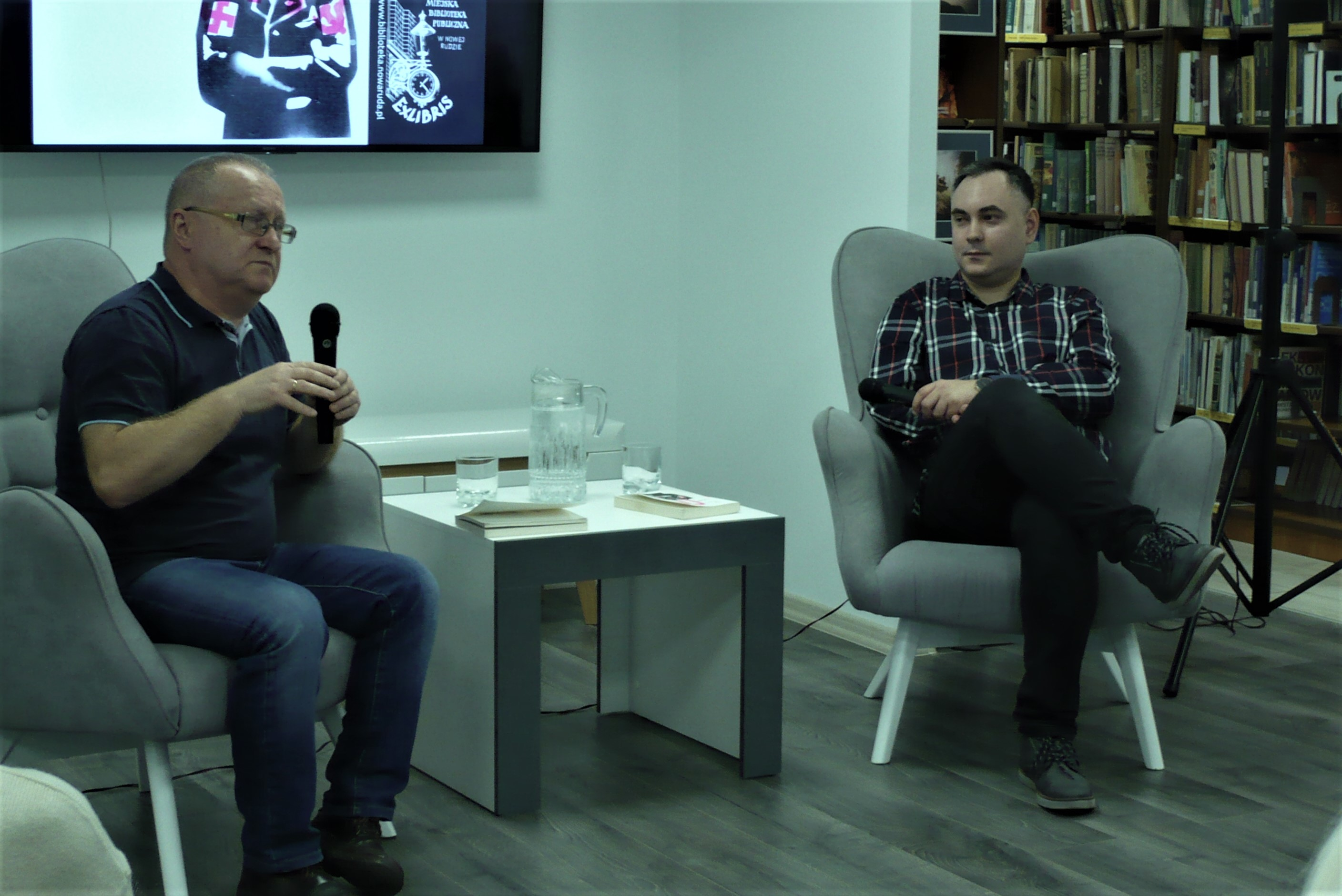
Karol Maliszewski i Rafał Różewicz